# Trencsén vármegye
Trencsén vármegye (szlovákul Trenčianska župa) közigazgatási egység volt a Magyar Királyság északi részében. Területe jelenleg Szlovákia része.

## Földrajz
A vármegye területének nagy része hegyvidék volt, amelyet középen a  Vág folyó széles völgye osztott ketté. Hegyei az Északi-Kárpátok csoportjai, azonbelül a Kis-Fátra csoportjai közé tartozott. Legfontosabb folyói a Vág és a Varinka.
Északról Morvaország és Galícia, keletről Nyitra, Turóc és Árva vármegyék, délről Nyitra vármegye, nyugatról pedig Morvaország határolta.

## Történelem
A vármegye a 11. században lett alapítva, az első magyar vármegyék egyike. A honfoglalás utáni időkben rendszeresen volt a vármegye helyszíne a magyar-cseh háborúknak. Az 1244-es  tatárbetörés idején a mongol hordák elpusztították a területet, de Trencsén várát nem tudták bevenni. Már a tatárok kivonulása után elkezdődött a terület benépesítése a környékbeli országokból, főként csehekkel és lengyelekkel. Az 1526-os  mohácsi vész után, illetve az ország két, majd három részre való szakadása után a vármegye területe a Királyi Magyarország része volt. Jelentős csaták voltak a kuruc felkelés idején is. A vármegye örökös főispáni tisztségét a Csák nemzetség valamint a gróf Cseszneky és Illésházy család tagjai viselték. 1918-tól a vármegye teljes területe Csehszlovákia része lett gyakorlatilag, majd 1920-tól hivatalosan is. A magyar lakosság nagy része ekkor az Alföldre menekült. Az I. bécsi döntés nem érintette a vármegye területét, 1938 és 1944 között az Első Szlovák Köztársaság része volt, német megszállás alatt. A második világháború után kitelepítették és asszimilálták a német lakosságot, ugyanakkor a környéket iparosíották is. 1993-tól a szlovákiai Trencséni kerület területéhez tartozik.

## Lakosság
A vármegye összlakossága 1910-ben 310.400 lakos volt, ebből:
- 284.770 szlovák (91,74%)
- 13.204 magyar (4,25%)
- 9.029 német (2,90%)

## Közigazgatás

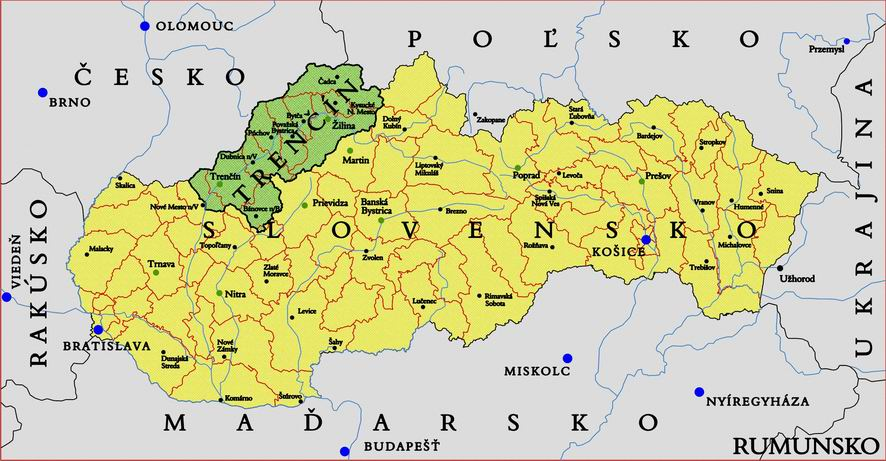
Trencsén vármegye fekvése a mai Szlovákián belül

A vármegye kilenc járásra volt felosztva:
- Báni járás, székhelye Bán
- Csacai járás, székhelye Csaca
- Illavai járás, székhelye Illava
- Kiszucaújhelyi járás, székhelye Kiszucaújhely
- Nagybiccsei járás, székhelye Nagybiccse
- Puhói járás, székhelye Puhó
- Trencséni járás, székhelye Trencsén (rendezett tanácsú város)
- Vágbesztercei járás, székhelye Vágbeszterce
- Zsolnai járás, székhelye Zsolna

## Híres családok
- bellusi Baross család
- trsztyei vagy nádasi Tersztyánszky család